# أورتلو
أورتلو هي قرية في مقاطعة بارس أباد، إيران. عدد سكان هذه القرية هو 233 في سنة 2006.